# Gare de Bolbec-Ville
Ne doit pas être confondu avec Gare de Bolbec - Nointot.
La gare de Bolbec-Ville est une gare ferroviaire française (fermée) de la ligne de Bréauté - Beuzeville à Gravenchon-Port-Jérôme, située sur le territoire de la commune de Bolbec, dans le département de la Seine-Maritime en région Normandie. 
Elle est mise en service en 1881 par la Compagnie des chemins de fer de l'Ouest. En 1909, elle devient une halte de l'Administration des chemins de fer de l'État et en 1938, elle est reprise par la Société nationale des chemins de fer français (SNCF). 
Elle est fermée en 1969, puis détruite. La commune est desservie par la gare de Bolbec - Nointot sur la ligne de Paris-Saint-Lazare au Havre.

## Situation ferroviaire
Établie à 67 mètres d'altitude, la gare de Bolbec était située au point kilométrique (PK) 208,421 de la ligne de Bréauté - Beuzeville à Gravenchon-Port-Jérôme, entre les gares de Bréauté - Beuzeville et de Gruchet - Saint-Antoine (fermée). 

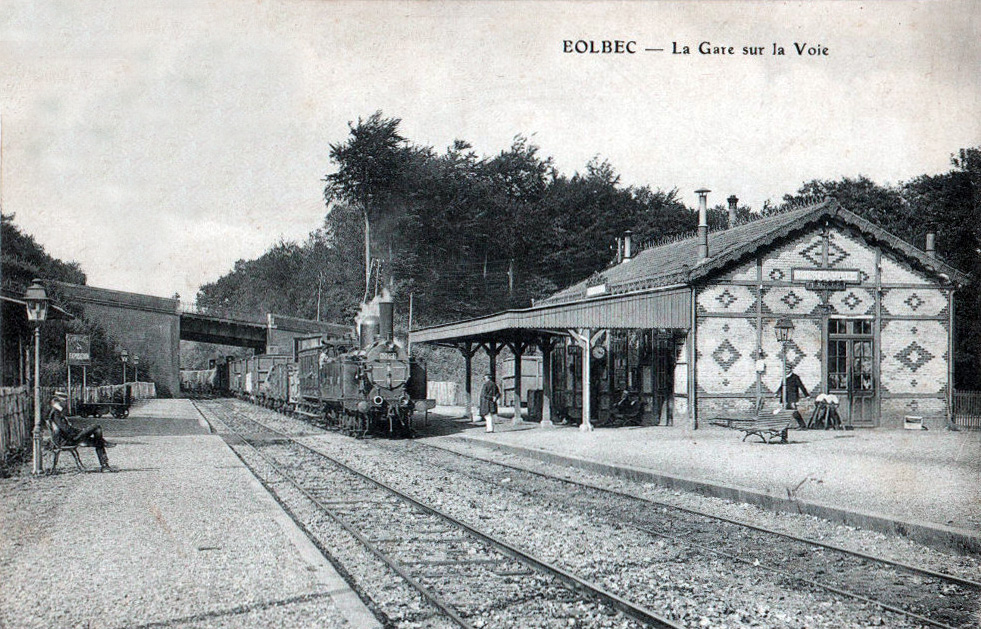
Intérieur de la gare vers 1900.

## Histoire
La gare de Bolbec-Ville est mise en service le 20 juin 1881 par la Compagnie des chemins de fer de l'Ouest, lorsqu'elle ouvre à l'exploitation le tronçon de la gare d'embranchement de Bréauté - Beuzeville à Bolbec. 

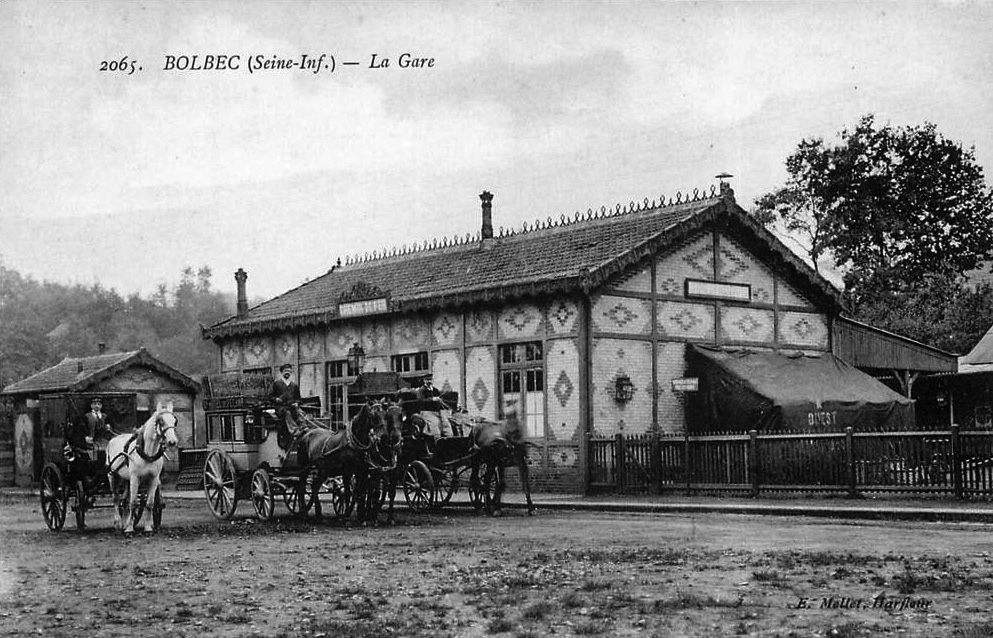
Bâtiment et entrée de la gare vers 1900.

Édifié en 1886 et ouvert le 26 juin, le bâtiment voyageurs et ses annexes sont construits en briques blanches avec des décors en briques rouges, constitués de formes géométriques, losanges et rectangles.. Le bâtiment principal était constitué à l'origine d'un édifice, à quatre ouvertures, de base rectangulaire en rez-de-chaussée sous une toiture à deux pans couverte de tuiles mécaniques. il est plus tard agrandi par un prolongement qui ajoute deux ouvertures et une avancée centrale auquel fut rajoutée une horloge sous forme d'un clocheton. Du côté des voies il disposait d'une marquise sur toute sa longueur (voir images). La gare était accessible par deux entrées, par la route de Goderville ou par un escalier de cinquante-sept marches du côté de la ville.
En 1965, le trafic voyageurs est fermé de Bolbec à Lillebonne. Le dernier billet pour Lillebonne est vendu le 11 décembre au guichet de la gare de Bolbec-Ville. La gare se vide de ses voyageurs et elle est fermée définitivement au printemps 1969 après l'arrêt de l'exploitation voyageurs entre  Bréauté - Beuzeville  et Bolbec. Le bâtiment voyageurs est détruit en 1971.

## Service des voyageurs
Bolbec est fermée, comme la ligne, au service des voyageurs. La gare en service la plus proche est celle de Bolbec - Nointot.

## Traces de la gare
Il ne reste plus de vestiges de la gare, seule la voie unique et un espace réaffecté marquent son emplacement, sur le remblai après le pont routier en biais qui passe au-dessus de la voie.